# Knezevich Rock
Der Knezevich Rock ist eine Felsformation im westantarktischen Marie-Byrd-Land. Er ragt im unteren Abschnitt des Nordhangs von Mount Takahe auf. Westlich dieses Felsens endet der Clausen-Gletscher.
Der United States Geological Survey kartierte ihn anhand eigener Vermessungen und Luftaufnahmen der United States Navy aus den Jahren von 1959 bis 1966. Das Advisory Committee on Antarctic Names benannte ihn 1975 nach Nick Knezevich Jr., Elektrotechniker auf der Amundsen-Scott-Südpolstation im Jahr 1974.